# Andrzej Gąsiorowski (zm. 1686)
Andrzej Gąsiorowski herbu Ślepowron (zm. 1686) – kasztelan bydgoski, sekretarz królewski w 1664 roku.

## Rodzina
Syn Macieja Aleksandra i Marianny Łyskowskiej. Poślubił Mariannę Wierzbowską. Z małżeństwa urodził się syn Maciej (zm. 1725), kasztelan inowrocławski. Andrzej Gąsiorowski był dziadkiem Augustyna Gąsiorowskiego, kasztelana bydgoskiego.

## Pełnione urzędy
Początkowo skarbnik inowrocławski 1662, później chorąży inowrocławski 1664.
W latach (1665–1681) pełnił urząd starosty radziejowskiego. W latach (1678–1686) był kasztelanem bydgoskim.
Lustrator królewszczyzn Prus Królewskich w 1664 roku.
Rotmistrz powiatu kruszwickiego i dworzanin pokojowy Jego Królewskiej Mości w 1669 roku. Był elektorem Michała Korybuta Wiśniowieckiego z wojedwództwa brzeskokujawskiego w 1669 roku, podpisał jego pacta conventa. Poseł na sejm nadzwyczajny 1670 roku z województwa inowrocławskiego. Jeden z przywódców partii szlacheckiej, na sejmie w 1670 roku oskarżył kasztelana Gnińskiego i innych szlachciców o stosunki z Francją i dążenie do detronizacji króla Polski Michała Korybuta Wiśniowieckiego. Poseł województw kujawskich do króla w 1671 roku. W 1674 roku jako deputat do pacta conventa był elektorem Jana III Sobieskiego z województwa brzeskokujawskiego. Poseł sejmiku radziejowskiego na sejm koronacyjny 1676 roku, poseł na sejm 1677 roku.